# 科瓦奇·阿格奈什
科瓦奇·阿格奈什（匈牙利語：Kovács Ágnes，1981年7月13日—），匈牙利女子游泳运动员。她曾代表匈牙利参加1996年、2000年和2004年夏季奥林匹克运动会游泳比赛，共获得一枚金牌和一枚铜牌。